# La Revue du vin de France
La Revue du vin de France est un des magazines les plus importants en France concernant le domaine du vin, avec un tirage de 50 000 exemplaires mensuels,,. Elle a été créée en 1927,.
À la suite de l’acquisition du magazine par le Groupe Marie Claire en 2004, Michel Bettane et Thierry Desseauve, critiques de vins depuis longtemps au sein du titre, ont quitté la publication en invoquant comme raison des différences éditoriales,.
C'est aujourd'hui un magazine de presse qui ne cesse de se développer par les biais d'un site internet référent sur la thématique (larvf.com) ou des événements destinés à la fois aux professionnels (Master Pros) et aux particuliers (salons Village RVF).

## Historique
La Revue du vin de France est fondée en 1927 par le journaliste Raymond Baudoin, journaliste homonyme de l'homme politique Raymond Baudoin.

## Guide des meilleurs vins de France de la RVF
En août 2024, lors de la sortie du guide 2025, 31 domaines sont classés 4 étoiles :
- Alsace : Domaine Zind-Humbrecht, Domaine Jean-Michel Deiss ;
- Bordeaux : Château Ausone, Château Cheval Blanc, Château d'Yquem, Château-Figeac, Château Haut-Brion, Château Lafite Rothschild, Château Lafleur, Château Latour, Château Léoville Las Cases, Château Margaux, Château Mouton Rothschild, Petrus ;
- Bourgogne : Domaine Armand Rousseau, Domaine d’Auvenay, Domaine de la Romanée-Conti, Domaine J.-F. Mugnier, Domaine Leroy, Domaine des Comte Lafon, Domaine Coche-Dury, Domaine De Montille, Domaine Roulot, Domaine Vincent Dauvissat, Domaine Raveneau ;
- Champagne : Jacques Selosse, Krug, Egly-Ouriet ;
- Rhône : Domaine Jamet, Domaine Jean-Louis Chave, Château Rayas.

## Grands Prix de la RVF
Depuis 2010, le magazine décerne annuellement une douzaine de récompenses environ afin d'honorer et de saluer dans chaque catégorie ceux et celles qui se sont distingués durant l'année précédente. Depuis qu'elles existent, ces récompenses ont reçu des noms différents selon les années : les « Grands Prix de la RVF » (6 fois en 2012, 2018, 2019, 2020, 2021 et 2023), les « Trophées du vin » (5 fois en 2013, 2014, 2015, 2016 et 2022), les « Grands Prix du vin » (1 fois en 2017), les « Prix de la RVF » (1 fois en 2011) ou les « Hommes du vin » (1 fois en 2010).

### Personnalité ou Homme de l'année
- 2024 : Bernard Arnault[10]
- 2023 : Carole Bouquet[11]
- 2022 : Emmanuel Macron[12]
- 2021 : Éric Morain[13]
- 2020 : François D'Haene[14]
- 2019 : Pascaline Lepeltier[15]
- 2018 : Cédric Klapisch[16]
- 2017 : Alain Juppé[17]
- 2016 : Aubert de Villaine et Pierre Cheval[18]
- 2015 : Laurent Fabius[19]
- 2014 : Audrey Bourolleau et Joël Forgeau (Vin et société)[20]
- 2013 : Hubert de Boüard (Château Angélus) et Gérard Perse (Château Pavie)[21]
- 2012 : David Khayat[22]
- 2011 : Jean-Michel Wilmotte[23]

### Vigneron ou vigneronne de l'année
- 2023 : Jean-Marc Grussaute (Domaine Camin Larredya)[11]
- 2022 : Jean-Louis Chave à Mauves[12]
- 2021 : Sylvain Fadat (Domaine d’Aupilhac)[13]
- 2020 : Dominique Hauvette (Domaine Hauvette)[14]
- 2019 : Vincent Dureuil (Domaine Dureuil-Janthial)[15]
- 2018 : Jean-François Ganevat (Domaine Ganevat)[16]
- 2017 : Anselme Selosse (Champagne Jacques Selosse)[17]
- 2016 : Louis-Benjamin Dagueneau (Domaine Didier Dagueneau)[18]
- 2015 : Emmanuel Reynaud (Château Rayas)[19]
- 2014 : Yves et Jean-Pierre Confuron (Domaine Jack Confuron-Cotetidot)[20]
- 2013 : -
- 2012 : Jacky, Maurice, Marie-thérèse et Marie-Claire Barthelmé (Domaine Albert Mann)[22]
- 2011 : Thierry Germain (Domaine des Roches Neuves)[23]
- 2010 : Alfred Tesseron (Château Pontet-Canet)[24]

### Négociant ou négociante de l'année
- 2023 : Éric Germain (Maison Vincent Girardin à Meursault)[11]
- 2021 : Jane Eyre[13]
- 2020 : Maison Verget[14]
- 2019 : Groupe Duclot[15]
- 2018 : Laurent Calmel et Jérôme Joseph (négoce Calmel & Joseph)[16]
- 2017 : Philippe Pacalet[17]
- 2016 : Gérard Bertrand[18]
- 2015 : Lionel Osmin[19]
- 2014 : -
- 2013 : -
- 2012 : Jean-Claude Boisset (en) (Maison Jean-Claude Boisset (en))[22]
- 2011 : Nicolas Jaboulet et Marc Perrin (Maison Nicolas Perrin)[23]
- 2010 : Dupéré-Barrera[24]

### Coopérative ou groupement de vignerons de l'année
- 2023 : Palmer & Co à Reims[11]
- 2022 : Cave de Roquebrun (Languedoc)[12]
- 2021 : Vignerons des Terres Secrètes[13]
- 2020 : Champagne Nicolas Feuillatte[14]
- 2019 : Fruitière vinicole de Voiteur[15]
- 2018 : L'Étoile (Banyuls) [16]
- 2017 : Plaimont Producteurs[17]
- 2016 : Cave de Ribeauvillé[18]
- 2015 : Cave de Tain[19]
- 2014 : La Chablisienne[20]
- 2013 : Champagne Mailly Grand Cru[21]
- 2012 : Michel Bataille, Vignobles Foncalieu[22]
- 2011 : Patrick de Marien et Bernard Pueyo, Cave d’Embres-et-Castelmaure[23]
- 2010 : Laurent Gillet, Champagne Veuve A. Devaux[24]

### Caviste ou cave de l'année
- 2023 : Jean-Michel Richaud, Trésors des vignes à Uzès[11]
- 2022 : La feuille de Vigne à Honfleur et au Havre[12]
- 2021 : Éric Cuestas, Le Temps des Vendanges à Toulouse[13]
- 2020 : Olivier Labarde, La Part des Anges à Nice[14]
- 2019 : V. Marchand de vins à Saint-Gély-du-Fesc[15]
- 2018 : François Adam, La Vigne d'Adam à Plappeville[16]
- 2017 : Les caves du Forum à Reims[17]
- 2016 : Le Chameau Ivre à Béziers[18]
- 2015 : Caves Plaisirs du Vin[19]
- 2014 : La Java des Flacons à Annecy[20]
- 2013 : Hugues Rondouin, Le Quinze Vins à Paris[21]
- 2012 : Thierry Servant, Lavinia[22]
- 2011 : Nicolas Stromboni, Le Chemin des Vignobles à Ajaccio[23]
- 2010 : Georges Dos Santos, Antic Wine à Lyon[24]

### Découverte de l'année
- 2023 : Laura David à Montlouis-sur-Loire[11]
- 2022 : Domaine du Bouchot (Centre-Loire)[12]
- 2021 : Grégoire Hoppenot[13]
- 2020 : Bastien Jolivet (Domaine Jolivet)[14]
- 2019 : Domaine de Chevillard[15]
- 2018 : Elorri Reca et Brice Robelet (Domaine Bordaxuria)[16]
- 2017 : Clos de La Barthassade[17]
- 2016 : Domaine Fabien Trosset[18]
- 2015 : Julien Sunier (Domaine des Noisetiers)[19]
- 2014 : Domaine des Pothiers[20]
- 2013 : Jérôme Grieco (Domaine de La Biscarelle)[21]
- 2012 : Benoït et Florence Chazallon (Château de la Selve)[22]
- 2011 : Loïc et Alona Pasquet (Liber-Pater)[23]
- 2010 : Thomas Teibert (Domaine de L’Horizon)[24]

### Cave de supermarché ou d'hypermarché de l'année
- 2023 : E.Leclerc de Pleuven[11]
- 2022 : E.Leclerc de Saint-Médard-en-Jalles[12]
- 2021 : Intermarché super de Marseille[13]
- 2020 : Auchan Cloche d'Or de Luxembourg[14]
- 2019 : Le 4 Casino de Paris[15]
- 2018 : E.Leclerc de Ville-La-Grand[16]
- 2017 : E.Leclerc de Trie-Château[17]
- 2016 : Intermarché de Maulette[18]
- 2015 : E.Leclerc Grand-Pineuilh de Pineuilh[19]
- 2014 : Carrefour Market de Bordeaux-Caudéran[20]
- 2013 : E.Leclerc de Levallois-Perret[21]
- 2012 : Auchan de Roncq[22]
- 2011 : Super U de Le Russey[23]
- 2010 : E.Leclerc de Roques-sur-Garonne[24]

### Accueil dans le vignoble ou Prix de l'œnotourisme de l'année
- 2023 : Château Marquis de Terme à Margaux[11]
- 2022 : Château de Rayne-Vigneau[12]
- 2021 : Domaine Cazes (Roussillon)[13]
- 2020 : Domaine Trapet (Bourgogne)[14]
- 2019 : Commanderie de Peyrassol[15]
- 2018 : Association "Les Étapes de Cognac"[16]
- 2017 : Bernard Magrez[17]
- 2016 : Château Soutard[18]
- 2015 : Château La Coste[19]
- 2014 : Château Troplong-Mondot[20]
- 2013 : Domaine Jean-Marc Brocard[21]
- 2012 : Château Smith Haut Lafitte[22]
- 2011 : Le Village de Bages (Pauillac, Médoc)[23]
- 2010 : Michel Chapoutier[24]

### Innovation de l'année ou Prix de l'innovation environnementale de l'année
- 2023 : EcoVitisol à Dijon (impact du travail des sols sur la vie microbienne)[11]
- 2022 : Michael Paetzold (Bordeaux)[12]
- 2021 : Oé[13]
- 2020 : Système de management environnemental (SME) de l’interprofession des vins de Bordeaux (CIVB)[14]
- 2019 : Michel Drappier[15]
- 2018 : Domaine la Colombette, Vincent Pugibet[16]
- 2017 : BIOcépage[17]
- 2016 : Application Vinexplore[18]
- 2015 : Fundovino[19]
- 2014 : Coravin[20]
- 2013 : Crushpad Bordeaux[21]
- 2012 : Enomatic, Lorenzo Bencista[22]
- 2011 : La vitrine d’Eurocave[23]

### Carte des vins de l'année
- 2023 : Restaurant L’Hôtel des Bains à Charavines[11]
- 2022 : Restaurant Chablis Wine Not à Chablis[12]
- 2021 : Restaurant Vantre à Paris[13]
- 2020 : Le Restaurant de la Gare à Guewenheim[14]
- 2019 : Restaurant Le Grand Monarque à Chartres[15]
- 2018 : Restaurant Au Bon Coin à Wintzenheim[16]
- 2017 : Restaurant L'Hostellerie Jérôme à La Turbie[17]
- 2016 : Restaurant Rekondo à San Sebastiàn (Espagne)[18]
- 2015 : Hôtel Traube Tonbach à Baiersbronn (Bade-Wurtemberg en Allemagne)[19]
- 2014 : Restaurant Au Canon d’Or, à Mulhouse[20]
- 2013 : Restaurant La Ciau del Tornavento à Treiso Cuneo (Langhe en Italie)[21]
- 2012 : Restaurant El Celler de Can Roca à Gérone (Espagne)[22]
- 2011 : Restaurant La Tour d’Argent à Paris[23]

### Spiritueux de l'année
- 2023 : Distillerie Bologne en Guadeloupe (Rhum)[11]
- 2022 : Domaine des Hautes Glaces en Isère[12]
- 2021 : Distillerie Metté (Alsace)[13]
- 2020 : Château de Labaude (Armagnac)[14]
- 2019 : Calvados Christian Drouin[15]
- 2018 : Cave de la Chartreuse à Voiron[16]
- 2017 : Cognac Bache Gabrielsen[17]

### Coup de cœur de l'année
- 2022 : Librairie Athenaeum à Beaune[12]
- 2021 : Association Rouge de Provence[13]
- 2018 : LAMS (Laboratoire d'Analyse Microbiologique des Sols), Lydia et Claude Bourguignon[16]
- 2013 : Jean Moueix[21]
- 2012 : Brice Maydieu, Maydouelle (marque de fauteuils fabriqués avec les barriques de vinification des plus grands vins)[22]
- 2011 : Benoist Simmat et Philippe Bercovici, Bande dessinée « Robert Parker les sept Péchés capiteux », éditions 12 Bis[23]
- 2010 : Jean-Pierre Lagneau, créateur des verres Master’s Glass[24]

### Blog ou blogueur de l'année
- 2016 : Vincent Pousson[18]
- 2015 : No Wine is Innocent[19]
- 2014 : La Pinardothek[20]

### Prix spécial du jury
- 2023 : Ludivine Griveau-Gemma (Hospices de Beaune)[11]
- 2019 : Jean-Michel Deiss[15]
- 2010 : Tadashi Agi et Shū Okimoto, « Les Gouttes de Dieu », éditions Jacques Glénat[24]

### Œuvre culturelle de l'année
- 2022 : Les livres de Georges Truc[12]
- 2021 : Les cartes du vignoble italien d’Alessandro Masnaghetti[13]

### Marque de l'année
- 2022 : Champagne Leclerc Briant[12]
- 2014 : Champagne Louis Roederer[20]

### Site de vente en ligne de l'année
- 2023 : Chais d’Œuvre (Manuel Peyrondet à Paris)[11]

### Restaurant de l'année
- 2010 : Restaurant Le Pot d’Étain à L’Isle-sur-Serein[24]